# Selección de fútbol sub-20 de los Países Bajos
La selección de fútbol sub-20 de los Países Bajos, conocida también como la selección juvenil de fútbol de Holanda, es el equipo que representa al país en la Copa Mundial de Fútbol Sub-20 y en la Eurocopa Sub-19, y es controlada por la Real Federación de Fútbol de los Países Bajos.

## Estadísticas

### Eurocopa Sub-19
| Año   | Ronda            | J              | G              | E              | P              | GF             | GC             |                |
| ----- | ---------------- | -------------- | -------------- | -------------- | -------------- | -------------- | -------------- | -------------- |
| 1981  | No clasificó     | No clasificó   | No clasificó   | No clasificó   | No clasificó   | No clasificó   | No clasificó   |                |
| 1982  | Fase de grupos   | 3              | 2              | 1              | 0              | 7              | 3              |                |
| 1983  | No clasificó     | No clasificó   | No clasificó   | No clasificó   | No clasificó   | No clasificó   | No clasificó   |                |
| 1984  | No clasificó     | No clasificó   | No clasificó   | No clasificó   | No clasificó   | No clasificó   | No clasificó   |                |
| 1986  | No clasificó     | No clasificó   | No clasificó   | No clasificó   | No clasificó   | No clasificó   | No clasificó   |                |
| 1988  | Cuartos de final | 2              | 0              | 0              | 2              | 0              | 4              |                |
| 1990  | No clasificó     | No clasificó   | No clasificó   | No clasificó   | No clasificó   | No clasificó   | No clasificó   |                |
| 1992  | No clasificó     | No clasificó   | No clasificó   | No clasificó   | No clasificó   | No clasificó   | No clasificó   |                |
| 1993  | Fase de grupos   | 3              | 0              | 1              | 2              | 4              | 8              |                |
| 1994  | Semifinales      | 4              | 1              | 1              | 2              | 6              | 7              |                |
| 1995  | Semifinales      | 4              | 2              | 0              | 2              | 10             | 11             |                |
| 1996  | No clasificó     | No clasificó   | No clasificó   | No clasificó   | No clasificó   | No clasificó   | No clasificó   |                |
| 1997  | No clasificó     | No clasificó   | No clasificó   | No clasificó   | No clasificó   | No clasificó   | No clasificó   |                |
| 1998  | No clasificó     | No clasificó   | No clasificó   | No clasificó   | No clasificó   | No clasificó   | No clasificó   |                |
| 1999  | No clasificó     | No clasificó   | No clasificó   | No clasificó   | No clasificó   | No clasificó   | No clasificó   |                |
| 2000  | Fase de grupos   | 3              | 1              | 1              | 1              | 3              | 3              |                |
| 2001  | No clasificó     | No clasificó   | No clasificó   | No clasificó   | No clasificó   | No clasificó   | No clasificó   |                |
| 2002  | No clasificó     | No clasificó   | No clasificó   | No clasificó   | No clasificó   | No clasificó   | No clasificó   |                |
| 2003  | No clasificó     | No clasificó   | No clasificó   | No clasificó   | No clasificó   | No clasificó   | No clasificó   |                |
| 2004  | No clasificó     | No clasificó   | No clasificó   | No clasificó   | No clasificó   | No clasificó   | No clasificó   |                |
| 2005  | No clasificó     | No clasificó   | No clasificó   | No clasificó   | No clasificó   | No clasificó   | No clasificó   |                |
| 2006  | No clasificó     | No clasificó   | No clasificó   | No clasificó   | No clasificó   | No clasificó   | No clasificó   |                |
| 2007  | No clasificó     | No clasificó   | No clasificó   | No clasificó   | No clasificó   | No clasificó   | No clasificó   |                |
| 2008  | No clasificó     | No clasificó   | No clasificó   | No clasificó   | No clasificó   | No clasificó   | No clasificó   |                |
| 2009  | No clasificó     | No clasificó   | No clasificó   | No clasificó   | No clasificó   | No clasificó   | No clasificó   |                |
| 2010  | Fase de grupos   | 3              | 1              | 0              | 2              | 2              | 5              |                |
| 2011  | No clasificó     | No clasificó   | No clasificó   | No clasificó   | No clasificó   | No clasificó   | No clasificó   |                |
| 2012  | No clasificó     | No clasificó   | No clasificó   | No clasificó   | No clasificó   | No clasificó   | No clasificó   |                |
| 2013  | Fase de grupos   | 3              | 1              | 0              | 2              | 6              | 9              |                |
| 2014  | No clasificó     | No clasificó   | No clasificó   | No clasificó   | No clasificó   | No clasificó   | No clasificó   | No clasificó   |
| 2015  | No clasificó     | No clasificó   | No clasificó   | No clasificó   | No clasificó   | No clasificó   | No clasificó   | No clasificó   |
| 2016  | Fase de grupos   | 3              | 1              | 0              | 2              | 5              | 8              |                |
| 2017  | Semifinales      | 4              | 1              | 1              | 2              | 5              | 4              |                |
| 2018  | No clasificó     | No clasificó   | No clasificó   | No clasificó   | No clasificó   | No clasificó   | No clasificó   | No clasificó   |
| 2019  | No clasificó     | No clasificó   | No clasificó   | No clasificó   | No clasificó   | No clasificó   | No clasificó   | No clasificó   |
| 2020  | Cancelado        | Cancelado      | Cancelado      | Cancelado      | Cancelado      | Cancelado      | Cancelado      | Cancelado      |
| 2021  | Cancelado        | Cancelado      | Cancelado      | Cancelado      | Cancelado      | Cancelado      | Cancelado      | Cancelado      |
| 2022  | No clasificado   | No clasificado | No clasificado | No clasificado | No clasificado | No clasificado | No clasificado | No clasificado |
| 2023  | No clasificado   | No clasificado | No clasificado | No clasificado | No clasificado | No clasificado | No clasificado | No clasificado |
| 2024  | No clasificado   | No clasificado | No clasificado | No clasificado | No clasificado | No clasificado | No clasificado | No clasificado |
| 2025  | Campeón          | 5              | 5              | 0              | 0              | 13             | 3              |                |
| Total | 11/38            | 37             | 15             | 5              | 17             | 61             | 65             |                |

### Mundial Sub-20
| Año   | Ronda            | J            | G            | E            | P            | GF           | GC           |
| ----- | ---------------- | ------------ | ------------ | ------------ | ------------ | ------------ | ------------ |
| 1977  | No clasificó     | No clasificó | No clasificó | No clasificó | No clasificó | No clasificó | No clasificó |
| 1979  | No clasificó     | No clasificó | No clasificó | No clasificó | No clasificó | No clasificó | No clasificó |
| 1981  | No clasificó     | No clasificó | No clasificó | No clasificó | No clasificó | No clasificó | No clasificó |
| 1983  | Cuartos de final | 4            | 1            | 2            | 1            | 5            | 5            |
| 1985  | No clasificó     | No clasificó | No clasificó | No clasificó | No clasificó | No clasificó | No clasificó |
| 1987  | No clasificó     | No clasificó | No clasificó | No clasificó | No clasificó | No clasificó | No clasificó |
| 1989  | No clasificó     | No clasificó | No clasificó | No clasificó | No clasificó | No clasificó | No clasificó |
| 1991  | No clasificó     | No clasificó | No clasificó | No clasificó | No clasificó | No clasificó | No clasificó |
| 1993  | No clasificó     | No clasificó | No clasificó | No clasificó | No clasificó | No clasificó | No clasificó |
| 1995  | Fase de grupos   | 3            | 1            | 0            | 2            | 7            | 5            |
| 1997  | No clasificó     | No clasificó | No clasificó | No clasificó | No clasificó | No clasificó | No clasificó |
| 1999  | No clasificó     | No clasificó | No clasificó | No clasificó | No clasificó | No clasificó | No clasificó |
| 2001  | Cuartos de final | 5            | 2            | 1            | 2            | 8            | 8            |
| 2003  | No clasificó     | No clasificó | No clasificó | No clasificó | No clasificó | No clasificó | No clasificó |
| 2005  | Cuartos de final | 5            | 4            | 1            | 0            | 10           | 2            |
| 2007  | No clasificó     | No clasificó | No clasificó | No clasificó | No clasificó | No clasificó | No clasificó |
| 2009  | No clasificó     | No clasificó | No clasificó | No clasificó | No clasificó | No clasificó | No clasificó |
| 2011  | No clasificó     | No clasificó | No clasificó | No clasificó | No clasificó | No clasificó | No clasificó |
| 2013  | No clasificó     | No clasificó | No clasificó | No clasificó | No clasificó | No clasificó | No clasificó |
| 2015  | No clasificó     | No clasificó | No clasificó | No clasificó | No clasificó | No clasificó | No clasificó |
| 2017  | No clasificó     | No clasificó | No clasificó | No clasificó | No clasificó | No clasificó | No clasificó |
| 2019  | No clasificó     | No clasificó | No clasificó | No clasificó | No clasificó | No clasificó | No clasificó |
| 2023  | No clasificó     | No clasificó | No clasificó | No clasificó | No clasificó | No clasificó | No clasificó |
| 2025  | No clasificó     | No clasificó | No clasificó | No clasificó | No clasificó | No clasificó | No clasificó |
| Total | 4/24             | 17           | 8            | 4            | 5            | 30           | 20           |